# Calicantàcies
Les Calycanthaceae són una petita família de plantes amb flors dins l'orde Laurales. Conté tres gèneres i només 10 espècies distribuïdes en regions temperades i tropicals:
- Calycanthus (dues espècies d'Amèrica del Nord)
- Chimonanthus (sis espècies de l'est d'Àsia)
- Idiospermum (una espècie a Queensland, Austràlia)
- Sinocalycanthus (una espècie a l'est d'Àsia): les dades morfològiques i moleculars indiquen que aquesta és una espècie del gènere Calycanthus.

Són arbusts aromàtics i caducifolis que fan fins a 2–4 m d'alt, excepte Idiospermum, el qual és un arbre.